# Moritz Brand
Moritz Brand (* 5. April 1844 in Pfaffroda; † 5. Mai 1927 in Oederan) war ein sächsischer Landesscharfrichter.
Brand entstammte einer sächsischen Scharfrichterdynastie. Er wohnte in Neuhohelinde bei Oederan. Das Heimatmuseum Oederan besitzt zahlreiche Ausstellungsstücke, die an Moritz Brand erinnern.
Die wohl bekannteste Delinquentin, die Brand hinrichtete, war Grete Beier. Die in Freiberg am 23. Juli 1908 mit dem Fallbeil vollzogene Hinrichtung erregte ungewöhnlich viel Aufsehen. Das lag nicht zuletzt daran, dass der sächsische König Friedrich August III. das Gnadengesuch abgelehnt hatte.
Brand war der letzte sächsische Landesscharfrichter, aber nicht der letzte Scharfrichter, der in Sachsen hinrichtete. Das Amt hatte er von seinem jüngeren Bruder Otto Oswald Brand übernommen, der 1885 tödlich verunglückt war. Moritz Brand richtete 104 Menschen hin, davon 57 in Sachsen. Weitere Hinrichtungen führte er im Großherzogtum Hessen durch.
Nach dem Tod Brands beschlossen das Sächsische und Thüringische Justizministerium, im Bedarfsfalle die Magdeburger Scharfrichter Alwin Engelhardt und Carl Gröpler mit anstehenden Exekutionen zu beauftragen.